# Rivière Richerville
La rivière Richerville est un affluent de la rivière Nottaway, dans la région administrative du Nord-du-Québec, dans la province canadienne de Québec, au Canada.
La foresterie constitue la principale activité économique du secteur. Les activités récréotouristiques (surtout la chasse et la pêche) arrivent en second.
Ce bassin versant ne comporte pas de route forestière d’accès. La surface de la rivière est habituellement gelée du début novembre à la mi-mai, toutefois la circulation sécuritaire sur la glace se fait généralement de la mi-novembre à la mi-avril.

## Géographie
Les principaux bassins versants voisins sont :
- côté nord : rivière Nottaway, rivière Lepallier ;
- côté est : rivière Louvart, rivière Nottaway ;
- côté sud : rivière Fabulet, rivière des Iroquois ;
- côté ouest : rivière des Iroquois, rivière Kitchigama.

À partir de sa source, la rivière Richerville coule sur environ 25 km selon les segments suivants :
- vers le nord-ouest, jusqu’à un coude de rivière ;
- vers l’ouest, jusqu’à son embouchure[2].

La rivière Richerville se déverse sur la rive Sud du lac Dusaux lequel est traversé vers le Sud-Ouest par la rivière Nottaway. Cette confluence est située :
- au sud-est de l’embouchure de la rivière Nottaway (confluence avec la Baie de Rupert) ;
- au nord-ouest du centre-ville de Matagami ;
- au nord-ouest de l’embouchure du lac Matagami.

## Toponymie
Le terme « Richerville » se réfère à une commune française située dans le département de l'Eure, en région Normandie.
Le toponyme « Richerville » a été officialisé le 5 décembre 1968 à la Commission de toponymie du Québec, soit à la création de cette commission